# میرنسییو
میرنسییو دهستانی در استان آبیلای اسپانیا است.
در این دهستان ۱۳۳ نفر زندگی می‌کنند. مساحت این دهستان ۱۵٫۲۶ کیلومتر مربع است.